# Valdice (ort i Tjeckien, Liberec)
Valdice är en ort i Tjeckien.   Den ligger i regionen Liberec, i den norra delen av landet, 90 km nordost om huvudstaden Prag. Valdice ligger 433 meter över havet och antalet invånare är 1 459.
Terrängen runt Valdice är kuperad åt nordväst, men åt sydost är den platt. Runt Valdice är det ganska tätbefolkat, med 75 invånare per kvadratkilometer. Närmaste större samhälle är Semily, 5,8 km väster om Valdice. Omgivningarna runt Valdice är en mosaik av jordbruksmark och naturlig växtlighet.